# Font del Molí (l'Estany)

La Font del Molí, respecte del terme de l'Estany

La Font del Molí és una font del terme municipal de l'Estany, a la comarca del Moianès.
Està situada a 722 metres d'altitud, gairebé a sota i al costat nord-oest del Pont del Molí, a l'esquerra de la Riera de l'Estany i al nord-oest del Molí del Castell, a prop i al nord del paratge de les Fonts.